# ریش‌مرغان آفریقایی
ریش‌مرغان آفریقایی (نام علمی: Lybiidae) نام یک تیره از راسته دارکوب‌سانان است.